# La Sinistra Plurale
La Sinistra Plurale (in spagnolo: La Izquierda Plural - IP) è stata una lista elettorale spagnola di sinistra presentatasi in occasione delle elezioni generali del 2011 e delle elezioni europee del 2014.

## Elezioni europee del 2014
La coalizione è composta da numerose formazioni, tra cui:
- Sinistra Unita (IU);
- Iniziativa per la Catalogna Verdi (ICV);
- Sinistra Unita e Alternativa (EUiA);
- Confederazione dei Verdi (CdG).

La maggioranza dei partiti della coalizione aderisce al gruppo parlamentare della Sinistra Unitaria Europea/Sinistra Verde Nordica (GUE/NGL), mentre ICV aderisce al gruppo I Verdi/Alleanza Libera Europea.

## Risultati elettorali
|              | Voti      | %     | Seggi |
| ------------ | --------- | ----- | ----- |
| Europee 2014 | 1 575 308 | 10,03 | 6     |